# سلطة يونانية
السلطة اليونانية هي مكوّن شائع جداً في وجبة الطعام اليونانية التقليدية. هي أحد السلطات الأكثر شعبية في العالم بأجمعه، خصوصاً أثناء الشهورِ 

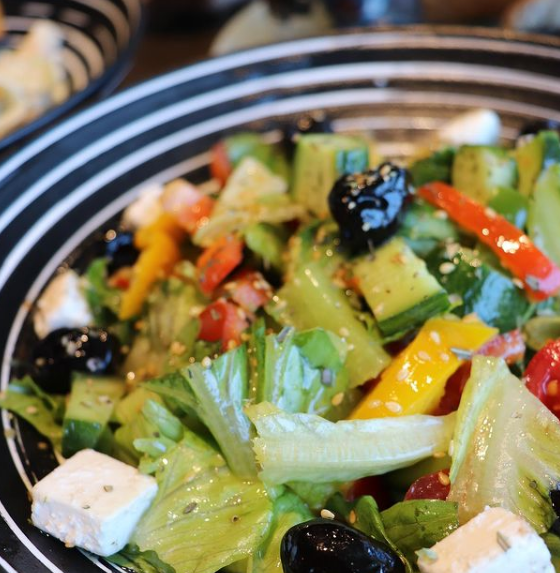
سلطة يونانية

الصيفية، في اليونان وقبرص بينما هي خفيفة، منعشة وسهلة التحضير. السلطة اليونانية الحقيقية تصنع باستخدام الطماطم المقطعة أو شرائح الخيارِ المقطعة، بصل أحمر، جبن فيتا، وزيتون أسود، ويتم تتبيله بالملح الفلفل الأسود والريحان و زيت الزيتون. الخسّ والخلّ يستعملان أيضاً لكنهما ليسا من المكونات الرئيسية.

## التحضير

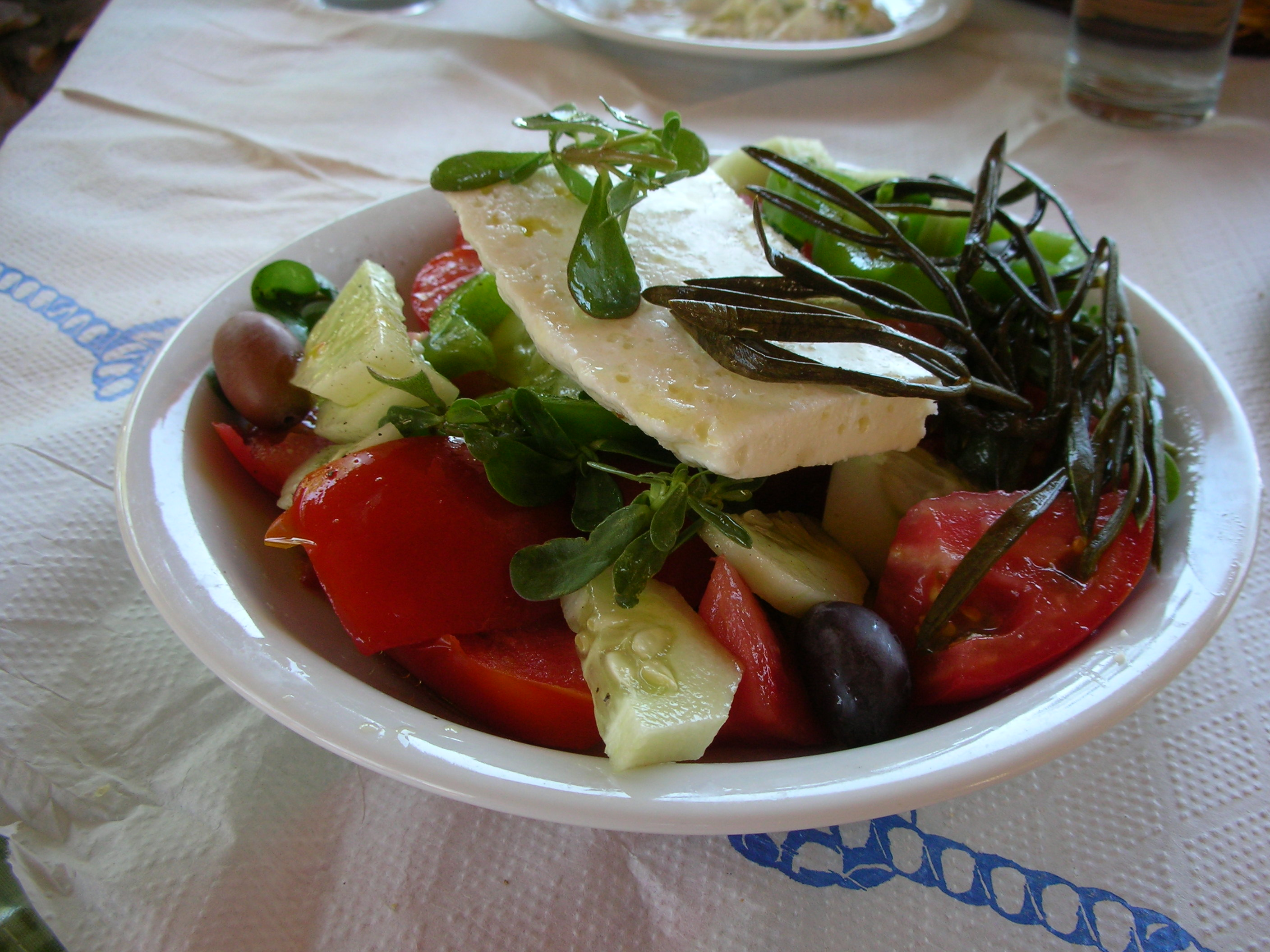
سلطة هورياتيكي كما تقدم في جزر دوديكانيسيا

تحضر السلطة اليونانية بتقطيع بعض الخضروات مثل الطماطم، والخيار، والبصل الأحمر ثم يضاف إيها الزيتون الذي عادةً ما يكون زيتون كالاماتا، وتغطى على جميع المكونات السابقة بطبقة أو بشرائح صغيرة من جبن الفيتا ثم تبهر بالملح والفلفل والأوريغانو اليوناني وزيت الزيتون. كما يمكن إضافة المزيد من المكونات بشكلٍ اختياري مثل شرائح الفلفل الأخضر، أو توت الكبر الذي يشيع استخدامه في جزر دوديكانيسيا.

## التقديم
يقدم طبق السلطة اليونانية عادةً كوجبة إفطار. كان تناول هذا النوع من السلطة شائعًا في الأصل بين المزارعين اليونانيين حيث يمكن توافر جميع مكوناتها في بيئة المزارع، وكانت تسمى «سلطة هورياتيكي» وهي التسمية التي تعني سلطة الفلاحين أو سلطة القرية. قبل أن تنتشر في جميع أنحاء أوروبا ومنها انتقلت إلى الولايات المتحدة الأمريكية وصارت المطاعم الكبرى تقدمها كطبق جانبي أو كمقبلات مع بعض الأطباق الأخرى مثل طبق الدولمادس اليوناني.

## الاختلافات والإضافات

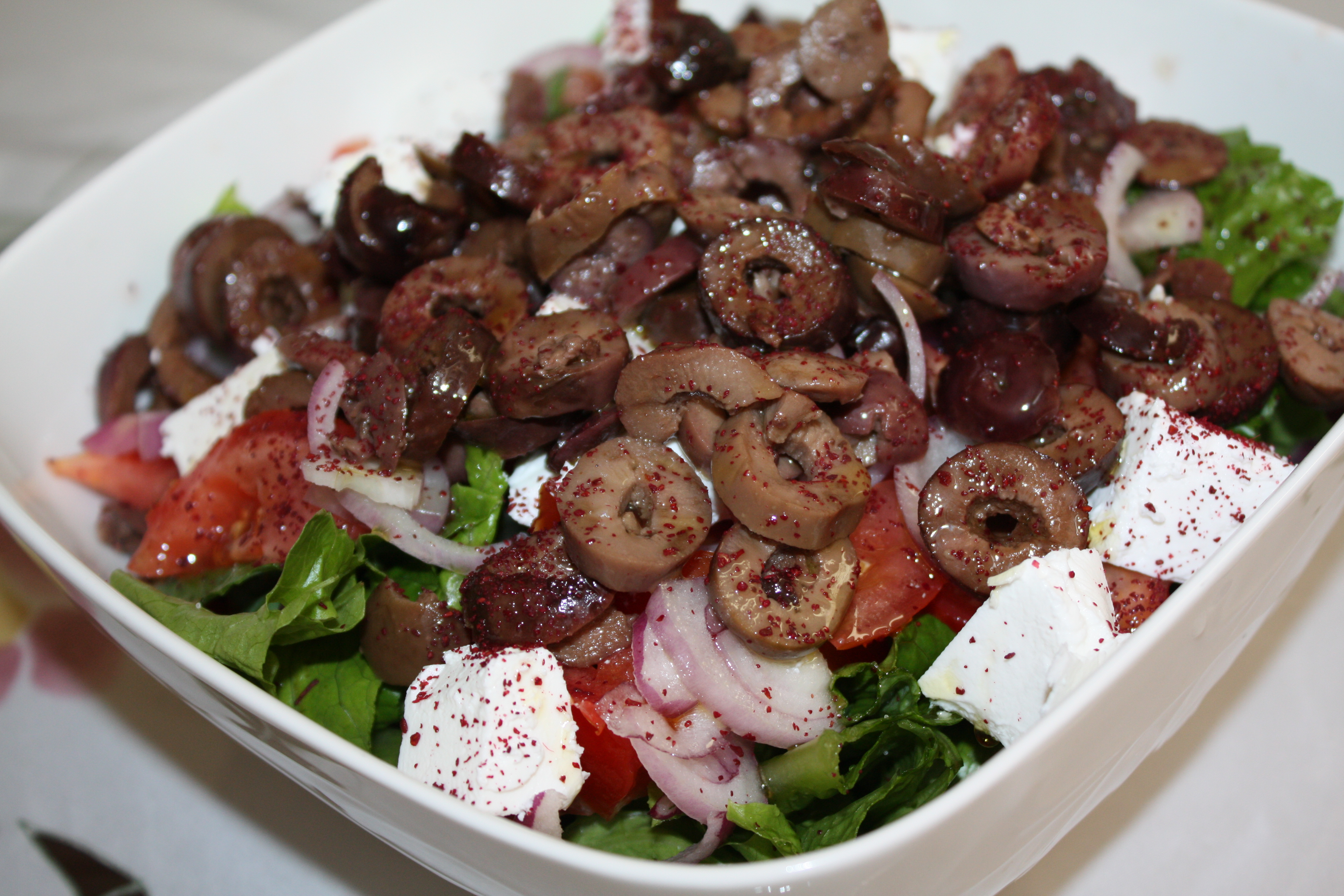
طبق سلطة يونانية يحتوي على الخس على الطريقة الأمريكية

أضيف الخس، الذي يشيع استخدامه في المطبخ الأمريكي، إلى مكونات السلطة اليونانية مع دخولها الولايات المتحدة الأمريكية وتقديمها في المطاعم هناك، كما أضيف لمكوناتها البنجر، والفلفل الحلو والفجل، ومخلل الفلفل الحار، وبعض أنواع منتجات الأسماك مثل الأنشوجة والسردين في مدينة ديترويت بولاية ميشيغان الأمريكية. وفي منطقة خليج تامبا بولاية فلوريدا غالبًا ما تضاف سلطة البطاطس إلى مكونات السلطة اليونانية.
عرفت العديد من أنواع السلطات الأخرى خلال القرن العشرين أيضًا بالسلطة اليونانية دون ان تمت للمطبخ اليوناني بصلة، حيث نشرت صحيفة أسترالية في عام 1925 وصفة ادعت أنها سلطة يونانية لنوع من السلطة كان يتكون من القرع المسلوق المغطى باللبن الزبادي، كما نشرت إحدى الصحف الأمريكية في عام 1934 وصفة لسلطة يونانية تحتوي على الخس مع المايونيز مع الملفوف المبشور والجزر.

تتشابه السلطة القبرصية التي تصنع في جزيرة قبرص إلى حد كبير مع السلطة اليونانية، وتتكون من الطماطم المفرومة فرمًا ناعمًا، مع الكبر، والخيار، والبصل، والبقدونس ذي الأوراق المسطحة، وجبن الفيتا، وتغطى بزيت الزيتون مع عصير الليمون أو خل النبيذ الأحمر.

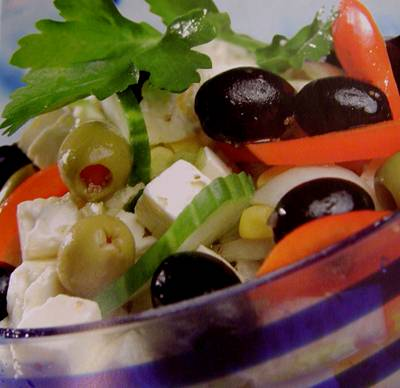
سلطة يونانية

## المعلومات الغذائية
تحتوي وجبة السلطة اليونانية (200غ تقريباً)، بحسب موقع شهية، على المعلومات الغذائية التالية:
- السعرات الحرارية: 263
- الدهون: 23
- الدهون المشبعة: 8
- الكوليسترول: 33
- الكاربوهيدرات: 8
- البروتينات: 7

## سلطات يونانية أخرى
يزخر المطبخ اليوناني بالعديد من أنواع السلطات من بينها:
- سلطة الخس: تصنع من الخس والبصل والشبت.
- سلطة الملفوف: تصنع من الملفوف الطازج المبشور والذي يغطى بزيت الزيتون وعصير الليمون والثوم.
- سلطة البنجر: تحتوي على خليط من قطع البنجر المسلوق مع بعض الخضروات الأخرى، ثم يضاف زيت الزيتون وخل النبيذ الأحمر إلى الخليط.
- سلطة الجرجير: تحتوي على الجرجير مع الأنشوجة وزيت الزيتون وخل النبيذ الأحمر أو عصير الليمون.
- سلطة الحمص.
- سلطة البطاطس: تتكون من البطاطس مع زيت الزيتون أو شرائح البصل أو عصير الليمون أو الخل.
- سلطة البقدونس.

## معرض صور

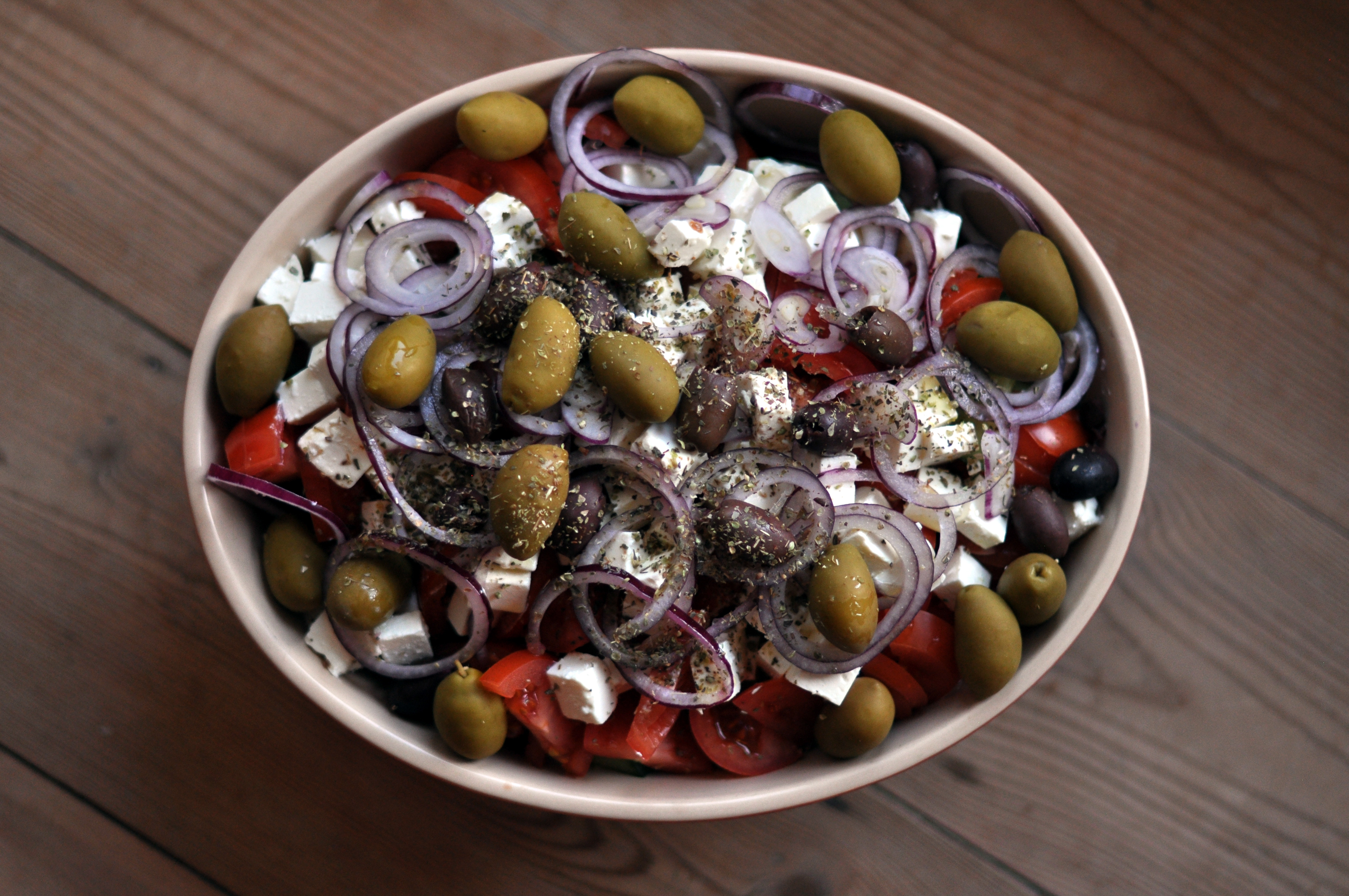
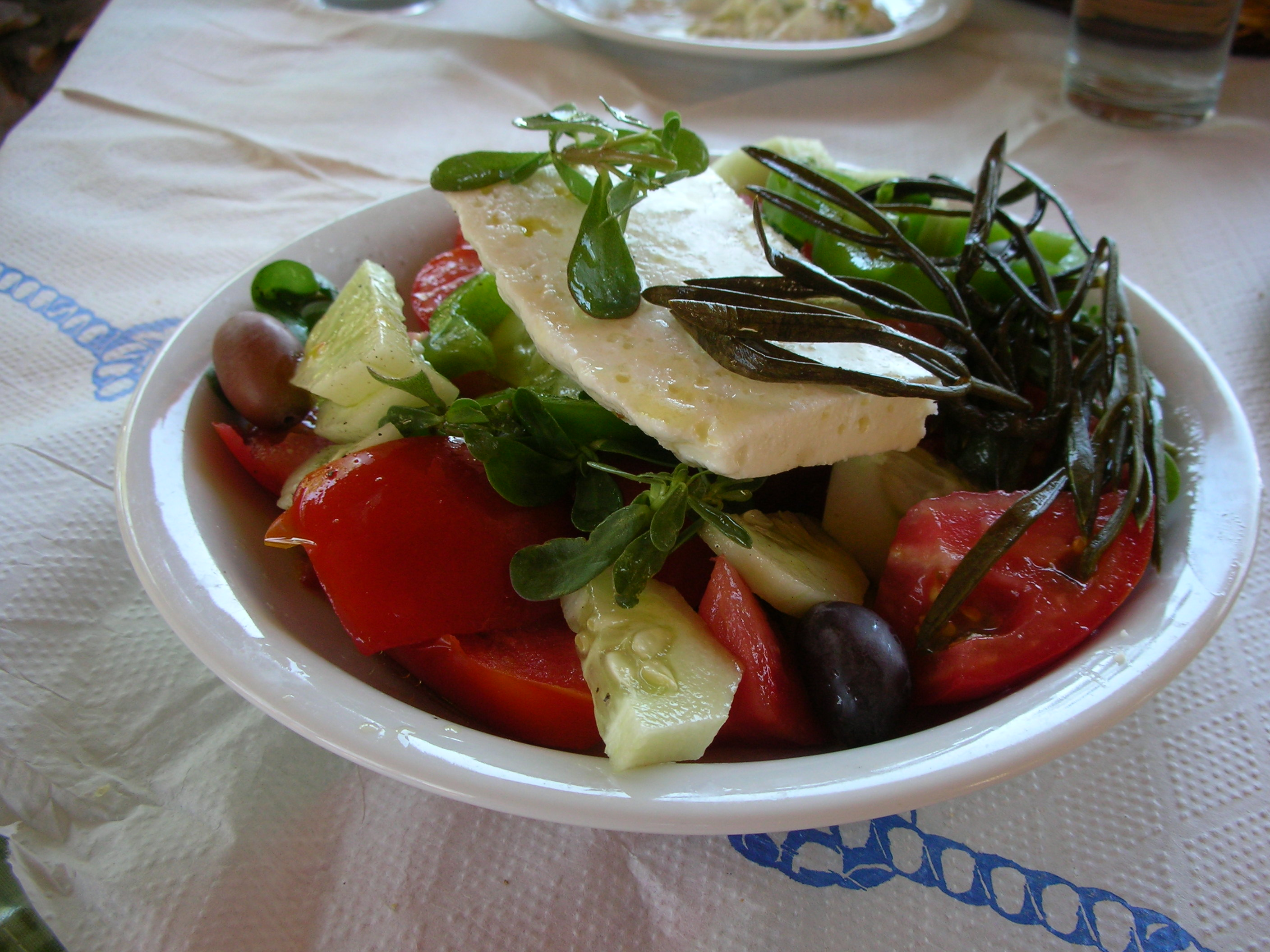
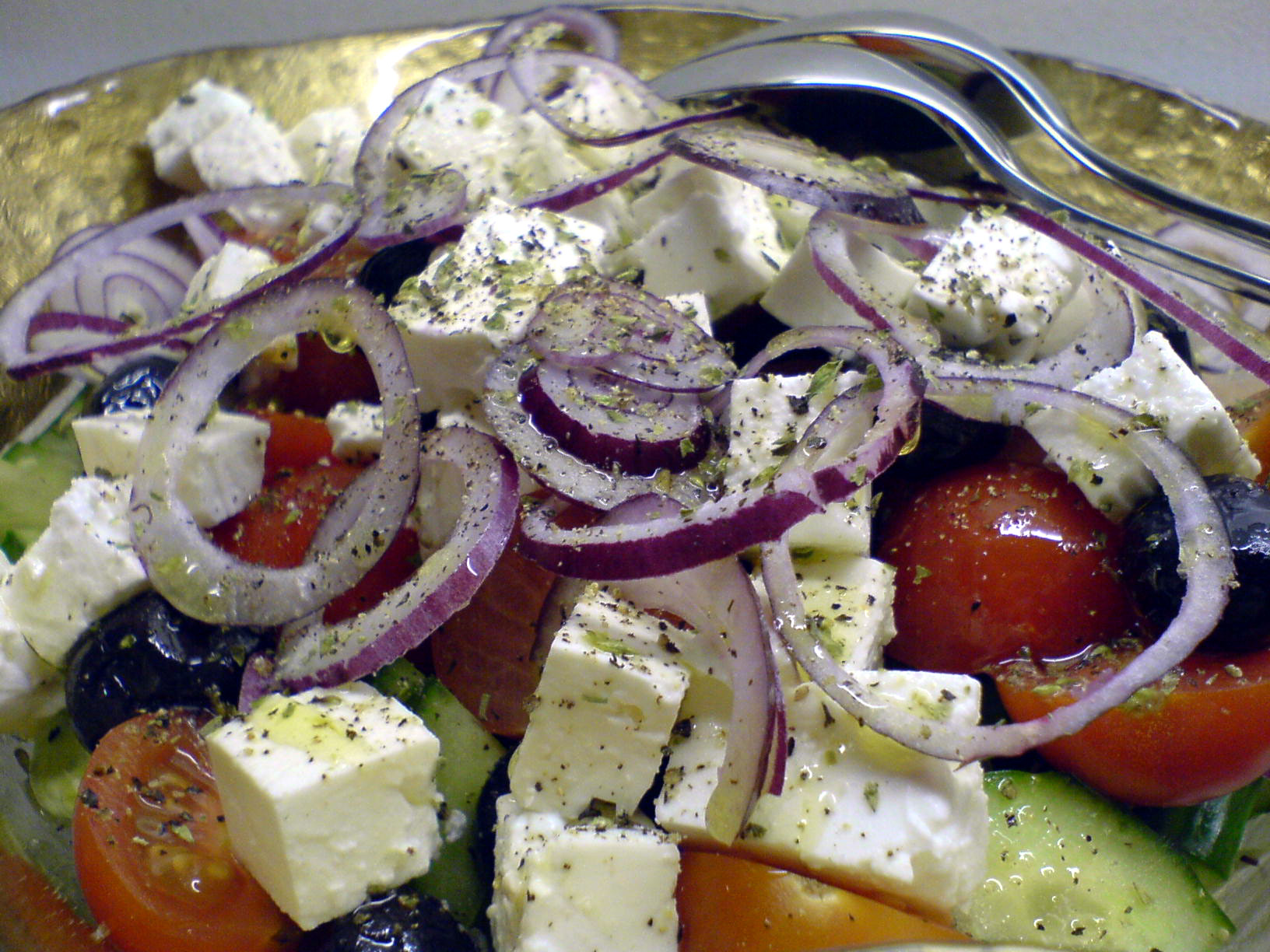
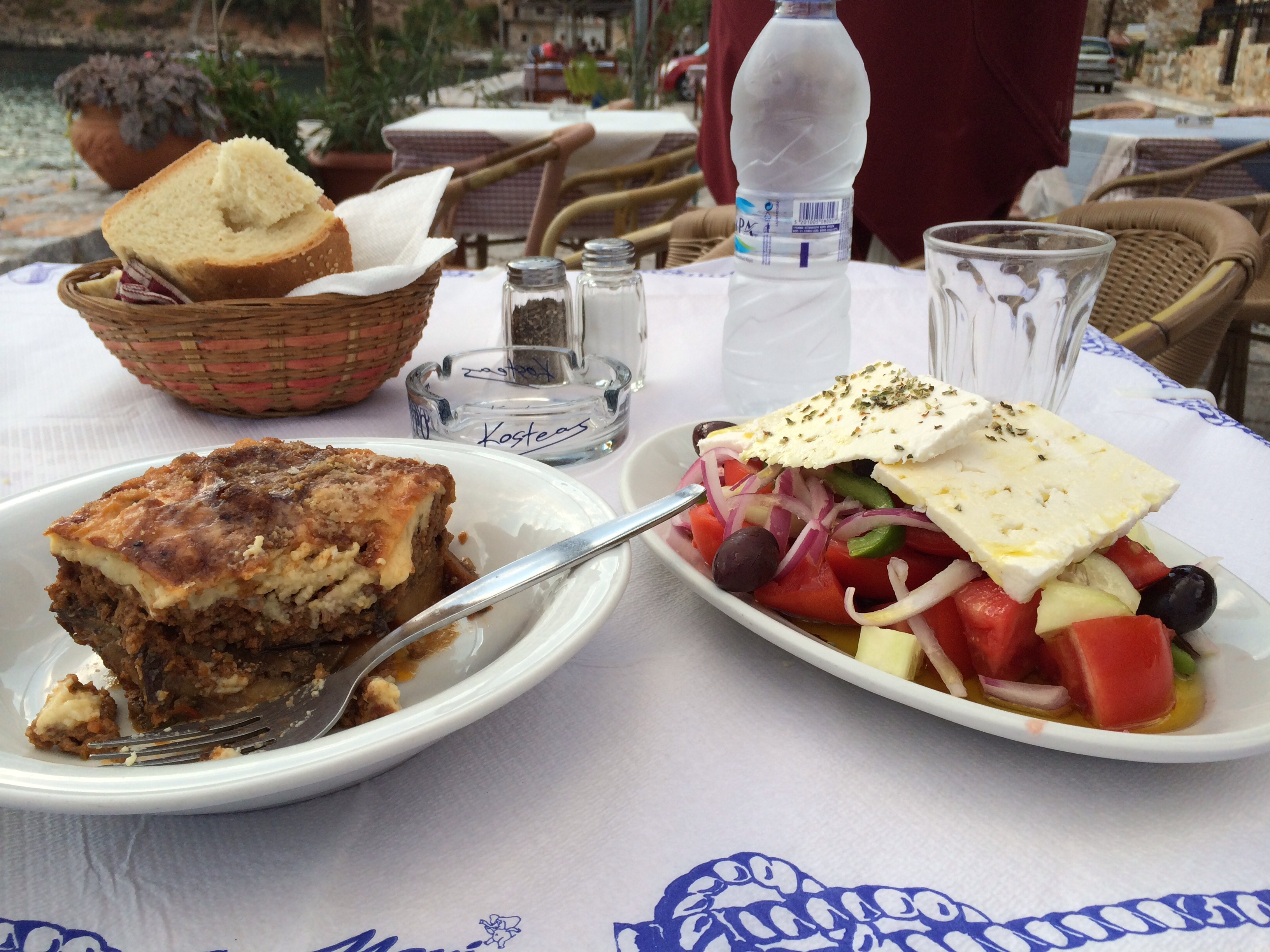

## وصلات خارجية
- وصفة تحضير السلطة اليونانية